# مؤتمر كيبيك الثاني

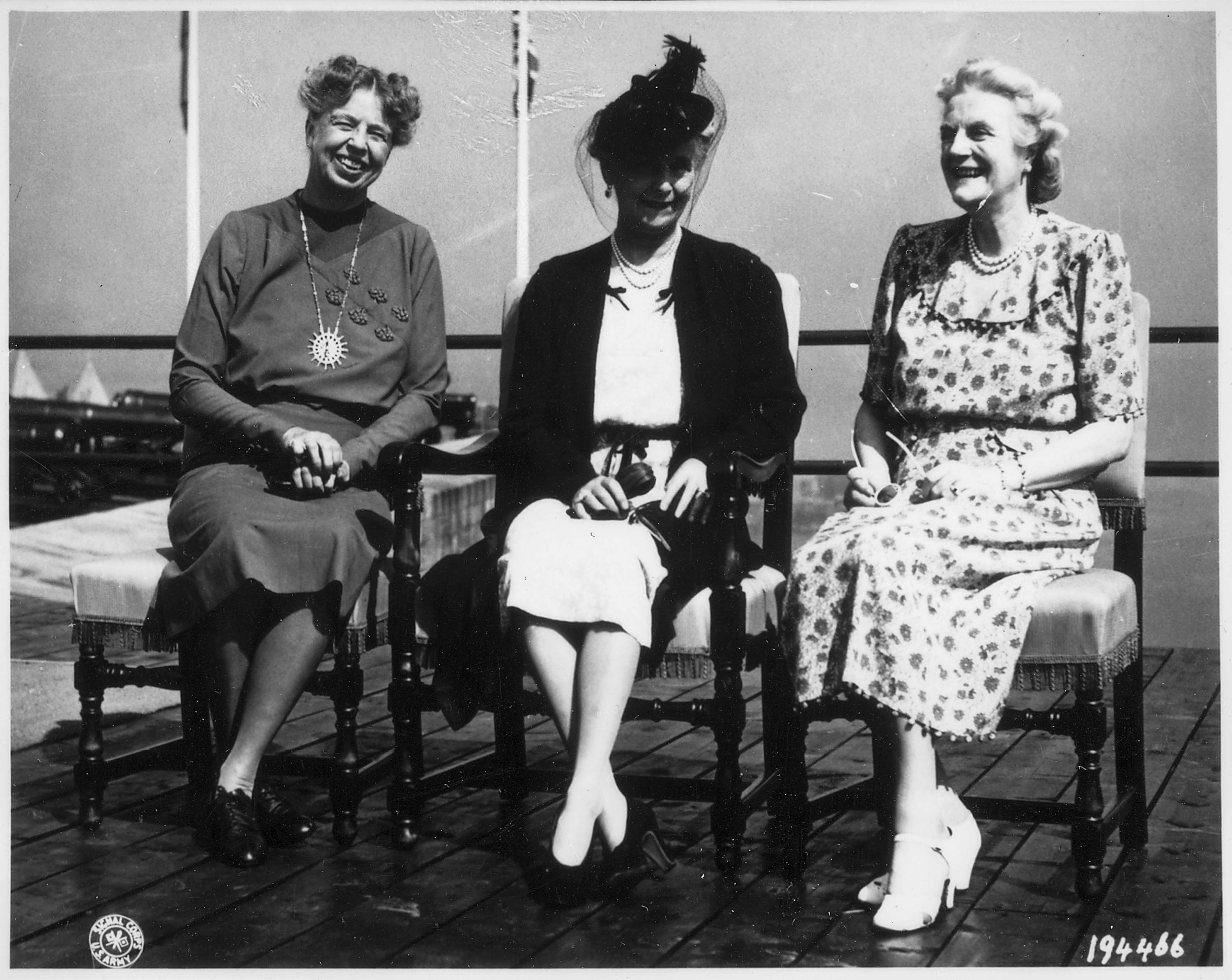
إليانور روزفلت والأميرة أليس وكليمنتين تشرشل خلال المؤتمر.

كان مؤتمر كيبيك الثاني مؤتمرًا عسكريًا رفيع المستوى عقدته الحكومتان البريطانية والأمريكية خلال الحرب العالمية الثانية. عُقد المؤتمر في مدينة كيبيك، من 12 سبتمبر – 16 سبتمبر 1944، وكان المؤتمر الثاني الذي يُعقد في كيبيك، بعد مؤتمر كيبيك في أغسطس 1943. وكان الممثلون الرئيسيون هم ونستون تشرشل وفرانكلين روزفلت ورؤساء الأركان المشتركة. وكان رئيس الوزراء الكندي وليام ليون كينج هو المضيف لكنه لم يحضر الاجتماعات الرئيسية.
تم التوصل إلى اتفاقيات حول الموضوعات التالية: مناطق احتلال الحلفاء في ألمانيا المهزومة، وخطة مورغنثاو لتجريد ألمانيا من السلاح، واستمرار مساعدات الإعارة والتأجير الأمريكية لبريطانيا، ودور البحرية الملكية في الحرب ضد اليابان. استنادًا إلى قائمة مراجعة هايد بارك، وضعوا خططًا لإسقاط القنبلة الذرية على اليابان.